# Vélocipède d'Artamonov
Pour les articles homonymes, voir Artamonov.
Le vélocipède d'Artamonov est une légende urbaine russe selon laquelle le premier inventeur du vélocipède en 1800 serait un certain Efim Mikhéevitch Artamonov (en russe : Ефим Михеевич Артамонов). La première mention d'Artamonov remonte à 1896 chez l'historien Bielov mais aucune source primaire ne confirme ne serait-ce que l'existence même du prétendu inventeur.

## Annexe